# Маяк (град)
Маяк (на молдовски: Maiac; на руски: Маяк; на украински: Маяк) е град в югоизточната част на Молдова, в Григориополски район, в състава на непризнатата република Приднестровие. Населението му според оценки на Държавната статистическа служба на Приднестровието през 2004 г. е 1221 души.

## Население

### Етнически състав
Преброяване на населението през 2004 г.
Численост и дял на етническите групи според преброяването на населението през 2004 г.:
|          | Численост | Дял (в %) |
| Общо     | 1221      | 100.00    |
| Украинци | 582       | 47.66     |
| Молдовци | 351       | 28.74     |
| Руснаци  | 239       | 19.57     |
| Беларуси | 19        | 1.55      |
| Германци | 9         | 0.73      |
| Българи  | 6         | 0.49      |
| Гагаузи  | 3         | 0.24      |
| Евреи    | 2         | 0.16      |
| Други    | 10        | 0.81      |